# Province d'Azerbaïdjan occidental
Pour les articles homonymes, voir Azerbaïdjan (homonymie).
L'Azerbaïdjan-Occidental ou Azerbaïdjan de l'Ouest (azerbaïdjanais : Qərbi Azərbaycan ostanı ou persan : آذربایجان غربی Azarbāyejān-e-Qarbi)  est une des trente et une provinces de l'Iran et constitue l'une des provinces de l'Azerbaïdjan iranien. Elle couvre une superficie de 39 487 km2, ou 43 660 km2 en incluant le lac d'Ourmia. La province compte une population de plus de 3 000 000 habitants (2011). Sa capitale est Ourmia.

## Géographie

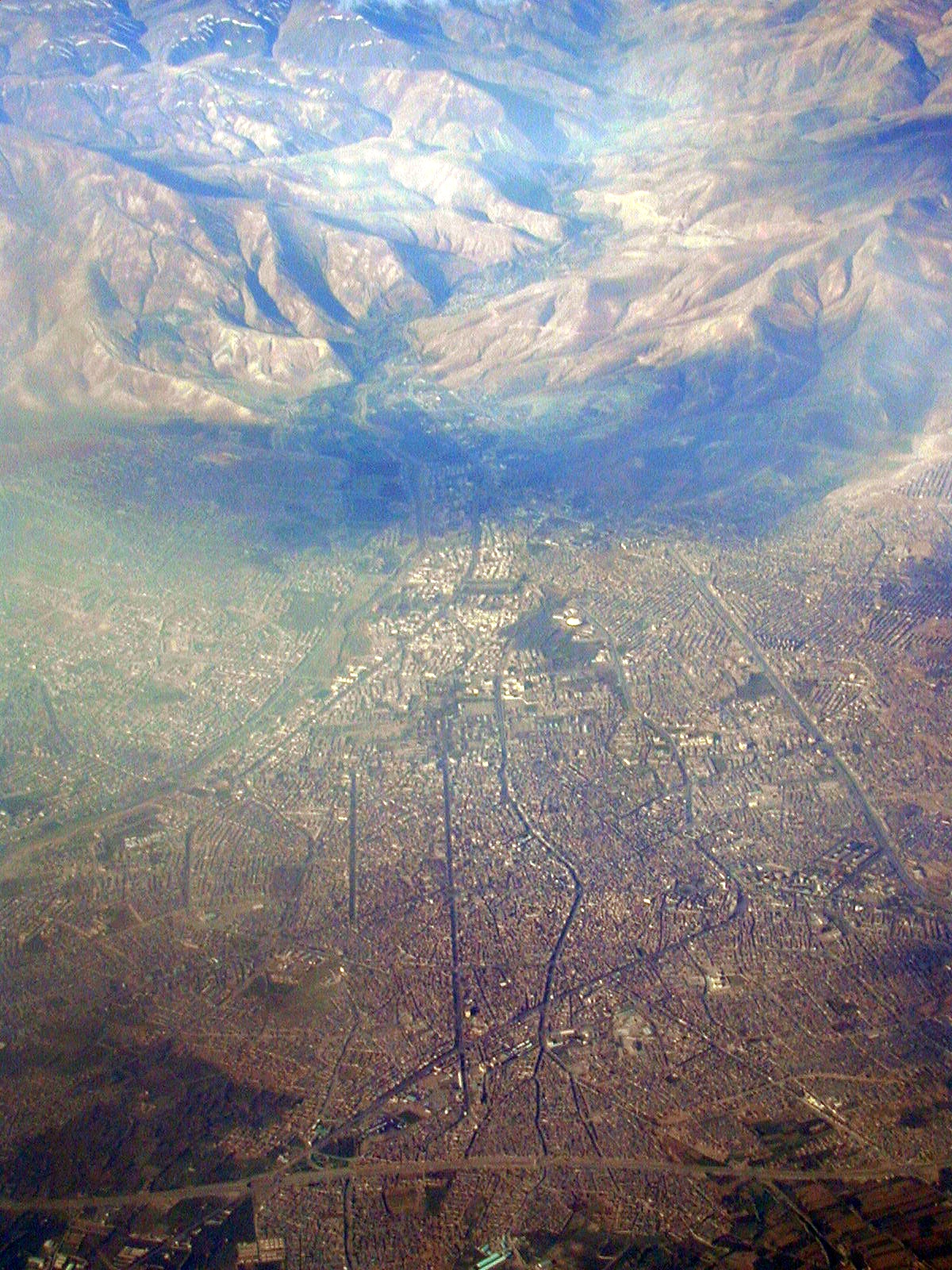
Vue aérienne d'Ourmia et de la Shahar

L'Azerbaïdjan-Occidental est situé à l'extrémité nord-ouest de l'Iran, à l'ouest du lac d'Ourmia. Il est borné à l'est par l'Azerbaïdjan Oriental, au sud-est par la province de Zanjan, au sud par la province iranienne du Kurdistan, au sud-ouest par l'Irak, à l'ouest et au nord-ouest par la Turquie et au nord par le Nakhitchevan, exclave de la république de l'Azerbaïdjan. Son territoire couvre une superficie terrestre de 39 487 km2, pour une superficie totale de 43 660 km2 en incluant le lac d'Ourmia.
Le relief est fortement constrasté. Le paysage se découpe suivant des bandes méridiennes avec successivement d'ouest en est : le Hakkiari, horst puissant difficile à franchir avec le plus haut sommet à 3 490 m près de Rézâyeh, et un autre important à 3 280 m à la jonction des frontières de l'Iran, de la Turquie et de l'Irak, massif composé de roches variées et résistantes et découpé de profondes gorges ; les hautes plaines situées à des altitudes entre 1 500 à 1 800 m où se pratique l'élevage; un alignement de collines de hauteur entre 1 500 et 2 750 m demeurent peu peuplées, servant de transit des troupeaux, entrecoupées par les vallées; les plaines alluviales formées par les dépôts des rivières descendues de la montagne, dont le terrain descend en pente douce depuis les collines, d'une altitude de 1 500 à 1 300 m, vers le lac. La plaine de Rezayeh à l'ouest du lac d'Ourmia couvre une surface de 30 km de profondeur sur 50 km de longueur. Les sols de cette plaine sont très fertiles. Au sud et au sud-est du lac se trouvent les plaines de Maragheb, du Margavar, de Mahabad et de Soldouz, qui sont également très fertiles à l'exception des bandes riveraines, dont la salinité est élevée.
Le climat est largement influencé par les vents pluvieux de l'Océan Atlantique et de la mer Méditerranée. Des vents froids venant du nord affectent le territoire en hiver, causent de fortes chutes de neige. Les températures moyennes s'établissent entre 9,4 °C à Piranshahr et 11,6 °C à Mahabad, étant de 9,8 °C à Orumieh et 10,8 °C à Khoy. La température moyenne la plus haute atteinte 34 °C en juillet et la température moyenne la plus basse est de −16 °C en janvier. L'amplitude thermique maximale moyenne en été est de 4 °C et de 15 °C en hiver.
L'hydrographie est dominée par le lac d'Ourmia. Celui-ci, à forte salinité (15 % à 23 %) et dense en azote, est peu profond (15 m). De vastes superficies sont soumises à des inondations à ses abords. Les principaux cours d'eau sont les rivières Zola (en), Barandouz (en), Chahar (az) et Nazloo (az), dont les sources se trouvent dans le Hakkiari et qui sont tributaires du lac d'Ourmia.

## Histoire
Le territoire de l'actuel l'Azerbaïdjan-Occidental fait partie de la satrapie sassanide Azarbadegan depuis au moins le IIIe siècle, comme en témoignent les ruines de Takht-e Suleiman, capitale de cette satrapie. La satapie sassanide s'étend aussi loin que Sanandaj. Plusieurs sites archéologiques dénotent des habitats permanents au VIe millénaire av. J.-C., tels que Teppe Hasanlu où le fameux Vase d'Or trouvé en 1958, Teppe Hajifiruz, où se trouve une des plus anciennes preuves de l'existence de production de vin, et Gooy Teppe. Une plaque de métal datant de 800 ans av. J.-C. représente une scène de l'épopée de Gilgamesh. Ces ruines, celles du site du patrimoine mondial de l'UNESCO à Takht-e Suleiman et les 169 sites historiques répertoriés par l'Organisation de l'héritage culturel d'Iran illustrent l'importance stratégique et l'histoire tumultueuse de la région à travers les siècles.
La province connaît de nombreuses guerres et des troubles ethniques à travers le temps. Au XIIe siècle, de nombreux Turcs azéris s'établissent dans la région, même à l'ouest du lac d'Orumieh.
Le premier monarque de la dynastie Kadjar, Agha Mohammad Khan, est couronné à Orumieh en 1795.
Dans la première moitié du XXe siècle, le territoire occupé actuellement par l'Azerbaïdjan Occidental fait partie de la province iranienne d'Azerbaïdjan. En 1950, lors d'une réorganisation des divisions territoriales, cette province est scindée pour former les provinces de l'Azerbaïdjan occidental et de l'Azerbaïdjan Oriental,.
En décembre 1945, le Gouvernement populaire d'Azerbaïdjan est proclamé avec comme capitale Tabriz, pour une courte période. Les évènements significatifs qui ont lieu au cours du XXe siècle sont :
- l'occupation soviétique en 1946 ;
- la fondation et la chute de la république de Mahabad en 1946 ; et
- de sévères combats de 1979 jusque dans les années 1990, et même jusqu'à maintenant, mais à une échelle bien moindre[7]) entre des nationalistes kurdes, des forces communistes et le gouvernement iranien. Durant certaines périodes, de grandes parties de la province n'étaient pas sous le contrôle du gouvernement[8].

## Démographie
Selon le Recensement de l'Iran de 2011, l'Azerbïdjan-Occidental compte 3 080 576 habitants pour une densité brute de 82,3 habitants/km2.
Évolution de la population totale, 1956-2011
(milliers)

Départements d'Azerbaïdjan-Occidental

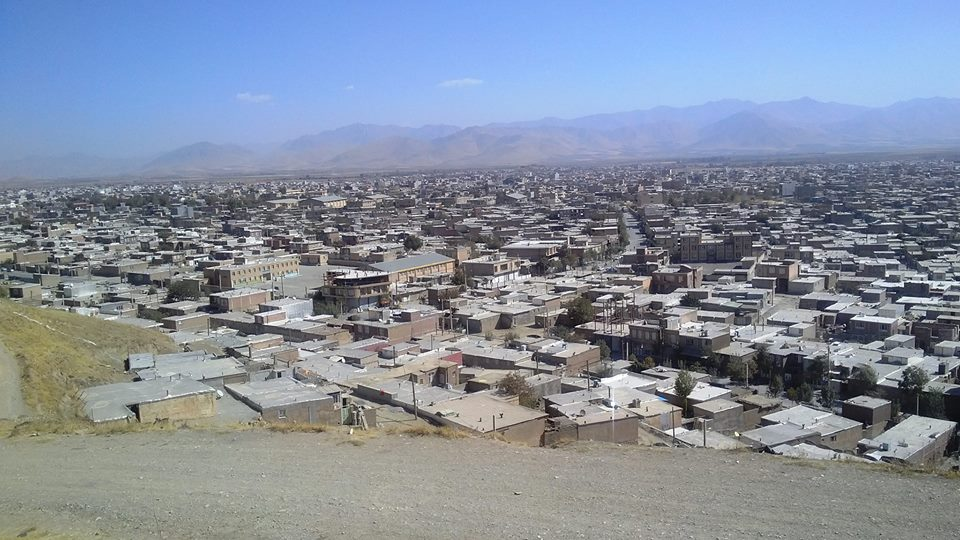
Piranshahr

La province est subdivisée en 14 départements. Le nombre actuel de ces derniers a été déterminé au cours du temps en divisant les grands départements en de plus petits. Les départements de cette province sont : Urmia, Piranshahr, Salmas, Naghadeh, Bukan, Khoy, Mahabad, Oshnaviyeh, Sardasht, Chaldoran, Miandoab, Maku, Takab et Shahindej.
Il n'y a pas de statistiques officielles concernant la composition ethnique des villes iraniennes. L'Encyclopedia Iranica souligne cependant que l'étendue des locuteurs de l'azéri s'étend « bien au-delà des frontières de l'Azerbaïdjan de l'ouest » et que le peuple kurde « peut être localisé dans les régions frontalières de la province de l'Azerbaïdjan de l'ouest ». Dehkhoda mentionne aussi dans son dictionnaire que « la langue de l'Azerbaïdjan est une branche du groupe des langues d'Iran connues sous le nom d'azéri ».
Cinq des villes de la province ont une population majoritairement kurde, à savoir : Piranshahr, Oshnaviyeh, Bukan, Sardasht et Mahabad. D'autre part, les villes de Miandoab et Orumieh ont des majorités azéries, alors que les régions rurales de ces départements sont à majorité kurde. Naghadeh est à majorité kurde selon certaines sources et à majorité azéries selon d'autres sources. La ville d'Orumieh a aussi une large population kurde. Les autres départements sont composés d'un mélange de populations azéries et kurdes.
Les peuples azéris et kurdes constituent la majorité de la population de la province, mais il y a aussi quatre groupes ethniques et religieux qui sont natifs de la province et qui ont le statut de minorité : les Assyriens, les Chaldéens, les Arméniens et les Juifs.
Les Kurdes dominent dans les hauts plateaux à l'ouest et au sud de la province, alors que les terres basses sont dominées par les Azéris (au nord) et les chrétiens assyriens et chaldéens (au sud). Les frontières actuelles de la province sont un artifice de la cartographie iranienne officielle et ne correspondent pas aux frontières historiques de l'Azerbaïdjan historique (qui s'arrêtait là où commencent les hauts plateaux).
Les quatorze départements et leur population (basée sur des estimations de 2006) sont :
| #   | Ville      | Population | Ethnie dominante du département | Code téléphonique |
| --- | ---------- | ---------- | ------------------------------- | ----------------- |
| 1.  | Piranshahr | 91 515     | Kurdes                          | 443               |
| 2.  | Urmia      | 623 143    | Azéris ، Kurdes                 | 441               |
| 3.  | Naghadeh   | 74 821     | Kurdes, Azéris                  | 443               |
| 4.  | Salmas     | 83 516     | Azéris،Kurdes                   | 44 352            |
| 5.  | Mahabad    | 168 328    | Kurdes                          | 442               |
| 6.  | Khoy       | 179 179    | Azéris،Kurdes                   | 461               |
| 7.  | Miandoab   | 138 127    | Azéris،Kurdes                   | 481               |
| 8.  | Oshnaviyeh | 53 444     | Kurdes                          | 444               |
| 9.  | Bukan      | 149 340    | Kurdes                          | 482               |
| 10. | Shahindej  | 43 013     | Azéris،Kurdes                   | 482               |
| 11. | Chaldoran  | 33 417     | Azéris،Kurdes                   | 462               |
| 12. | Takab      | 52 732     | Kurdes, Azéris                  | 482               |
| 13. | Maku       | 42 587     | Azéris،Kurdes                   | 462               |
| 14. | Sardasht   | 50 103     | Kurdes                          | 444               |
| 15. | Showt      | 25,381     | Kurdes, Azéris                  | 462               |

## Économie
Dans la ville d'Orumieh, certains résidents ont un haut niveau de vie en comparaison avec d'autres villes de la province. Il y a de nombreux parcs, cafés, cinémas et des cafés internet dans toute la ville. Il y a aussi des centaines de villages dans toute la province, la plupart ayant l'eau courante, l'électricité et la télévision, le satellite (bien qu'interdit par la loi de la République islamique) et le téléphone.
Les villes du sud qui sont considérées comme économiquement défavorisées ont toujours été le théâtre de manifestations kurdes contre le régime islamique. 
L'Azerbaïdjan-Occidental est l'une des provinces iraniennes les plus importantes en ce qui a trait à l'agriculture.

## Culture

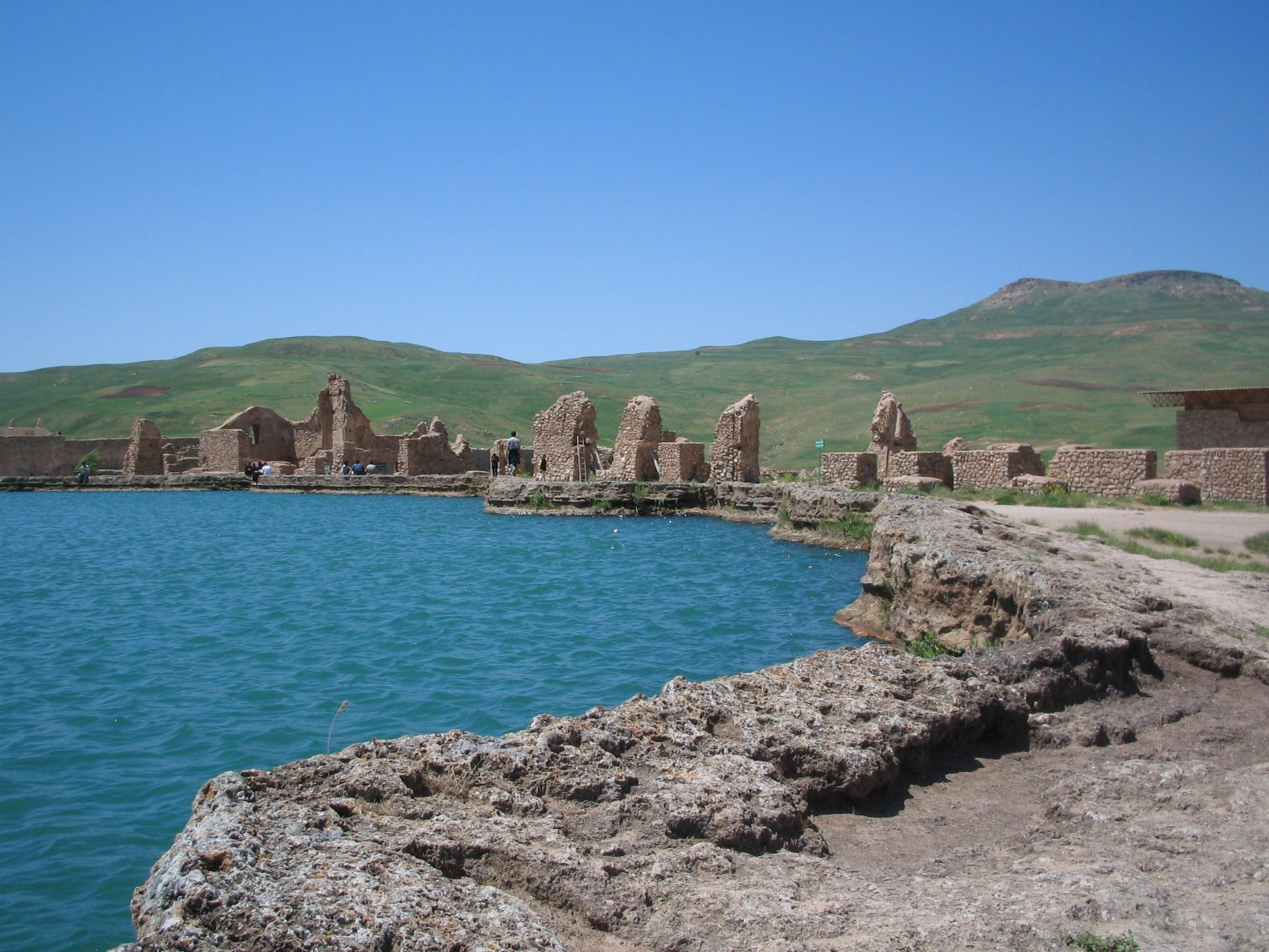
Takht-e Suleiman

Takht-e Suleiman, près de la ville de Takab, au sud-est de l'Azerbaïdjan-Occidental, est le lieu le plus sacré du zoroastrisme et de l'empire sassanide. Ce site du patrimoine mondial se compose des restes d'un sanctuaire zoroastrien partiellement reconstruit durant la période ilkhanide ainsi qu'un temple de l'époque sassanide. Hansalou est un site archéologique antique situé au sud du lac d'Ourmia. Ce site aurait été habité en plusieurs étapes, la première commençant au sixième millénaire av. J.-C.. L'Azerbaïdjan-Occidental est riche de nombreuses traditions azéries. Plusieurs danses locales et chansons folkloriques continuent à survivre parmi les différents peuples de la province. En tant que province de l'Iran depuis des siècles, l'Azerbaïdjan est mentionné favorablement dans de nombreuses occasions dans la littérature persane par les plus grands auteurs et poètes iraniens :

« Tous les nobles et grands d'Iran

viennent d'Azerbaïdjan, de Rey et de Gorgan. »

— Vis o Ramin

« Les sages et les hommes libres de là-bas,

se sont installés en Azerbaïdjan. »

— Nizami

« L'espace d'un mois, les Rois et les hommes libres

ont choisi l'Azerbaïdjan. »

— Ferdowsî

### Universités
L'Université d'Orumieh a été fondée par un missionnaire américain presbytérien en 1878. Une faculté de médecine a également été établie à cet endroit par Joseph Cochran et une équipe de médecins américains. Joseph Cochran et ses collègues ont été enterrés dans un vieux cimetière à proximité d'Orumieh. Le site internet de l'université d'Orumieh dit à propos de leurs sépultures :

« Ici ils reposent en paix, loin de leur terre d'origine. Leurs épitaphes témoignent de leurs efforts et de leur dévotion à l'humanité. »

La province accueille aujourd'hui les établissements d'enseignement universitaire suivants :
- Université de sciences médicales d'Orumieh[17]
- Université islamique libre d'Orumieh[18]
- Université islamique libre de Khoy[19]
- Université islamique libre de Mahabad[20]
- Université islamique libre de Piranshahr[21]

## Société

### Religion

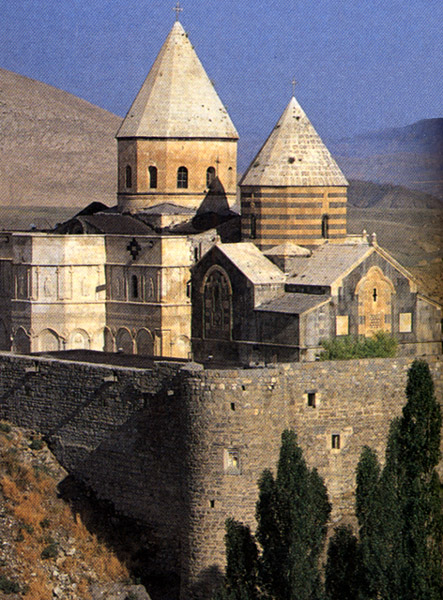
Saint-Thaddée. Certains pensent qu'elle a été construite pour la première fois en 66 par saint Jude. Les Arméniens croient que Simon et lui ont été enterrés ici. En 1329, l'église a été reconstruite sous sa forme d'aujourd'hui après qu'un tremblement de terre a détruit sa structure en 1319.

Dans cette province, l'islam (sunnite et chiite) est la religion majoritaire. Cependant, il y a aussi une large minorité chrétienne, composée d'Assyriens qui ont historiquement vécu sur la rive ouest du lac d'Orumieh, ainsi que d'Arméniens qu'on rencontre dans toute la province. La ville de Maku dans le nord de l'Azerbaïdjan de l'ouest était la seule ville en Iran (avant la Seconde Guerre mondiale) où les chrétiens étaient majoritaires.
La cathédrale Saint-Thaddée est située à proximité du village de Qara-Kelisa. En plus d'être un site religieux qui a une signification particulière pour les chrétiens iraniens, et particulièrement les Arméniens, cette grande église (monastère) est aussi un monument de valeur en termes artistiques et architecturaux. Saint-Thaddée, aussi connu sous le nom de Jude Thaddeus ou Jude Labbeus, était un des apôtres de Jésus-Christ qui a voyagé en Arménie, où il a été ensuite tué et où les locaux lui ont élevé une petite chapelle en 301. La cathédrale, connue sous le nom de Qara Kelisa ('l'église noire' en azéri) par les habitants locaux, doit son nom à sa partie occidentale.

#### Églises d'Azerbaïdjan de l'ouest
En tout, trente-et-une églises sont enregistrées par l'Organisation de l'Héritage culturel de l'Iran dans la province. Nombre d'entre elles sont des monuments historiques d'une très grande valeur culturelle. Les plus célèbres sont les suivantes :
- Saint-Thaddée (Qara Kelisa) (L'église noire), arménienne, Chaldoran, premiers temps de la chrétienté.
- Kelisa Naneh Maryam (Église de la Mère Marie), assyrienne, Orumieh, époque sassanide.
- Kelisa Hazrat Maryam (Église de Marie), assyrienne, Orumieh, fin de l'époque sassanide.
- Kelisa Surep Serkis, Khoy, arménienne, IVe siècle.
- Kelisa Haftvan, Salmas, arménienne, XIIIe siècle.
- Kelisa Golpashin, Orumieh, reconstruite en 1905.
- Kelisa Martoma (Église de Thomas), les Arméniens locaux croient que c'est la première église d'Iran qui aurait été fondée par saint Thomas[Lequel ?] lui-même.
- Kelisa Qarabagh, arménienne, période ilkhanide.
- Kelisa Marserkis, assyrienne, Orumieh, époque sassanide.
- Kelisa Petrosoplos (Église de Pierre et Paul), Orumieh, construite par Bukhtishu d'après la croyance populaire.
- Kelisa Golan, assyrienne, Ve siècle.
- Kelisa Mardanial, à l'extérieur d'Orumieh, époque sassanide, détruite pendant la Seconde Guerre mondiale, reconstruite.
- Kelisa Vank Khosrow-abad, près de Salmas, assyrienne, construite par Khosrow II de Perse. La sainte croix de Jérusalem a été gardée ici pendant un moment.
- Kelisa Zurzur, Chaldoran, construite en 1315.